# PaasPop Zieuwent
PaasPop Zieuwent is een festival in het Achterhoekse dorp Zieuwent dat jaarlijks wordt gehouden in het paasweekend.

## Historie
In 1978 organiseerde jeugdwerkgroep Jong Nederland uit Zieuwent een feest voor haar leiding, Kaderschouw. Dit feest inspireerde enkelen om een popfestival te organiseren in het paasweekend. De eerste jaren was het een driedaags festival op zaterdag-, zondag- en maandagavond. Op de maandagmorgen was er een koffieconcert. In de beginjaren stond de festivaltent opgesteld naast de lokale gymzaal. Omdat het aantal bezoekers sterk groeide, verhuisde het naar het achtergelegen sportveld. Sinds 2000 staan de festivaltenten op een terrein net buiten het dorp. Het festival wordt volledig georganiseerd door vrijwilligers.

## Edities

### 2018
Sinds 2018 is er meer aandacht voor aankleding van het festival. Het terrein is knusser opgezet en er wordt een kindermiddag georganiseerd. Het aantal bezoekers ten opzichte van voorgaande jaren is daardoor gestegen. Muziek van onder andere de volgende artiesten: Premium, DJ Bachie, DJ Doubble B, The Euros, Donfetti, Mart Hillen.

### 2010
DI-RECT, VanVelzen, The Opposites, DeWolff, Magic Frankie, Jan Smit, Boh Foi Toch, Van Oorsprong, Proper Outfit, Alain Gascoigne Trio, Autumn, Bl3nder.

### 2009
Guus Meeuwis, Nick en Simon, Memphis Maniacs, Dé Normaal Coverband, Les Truttes, De Jeugd van Tegenwoordig, BZB, The Pedro Delgados, The Veldman Brothers, Hansen Tomas, Stuurbaard Bakkebaard, DeWolff, Rogier van Oosterhout, DJeroen, DJBachie, DJ Otto, Voute Dischow, The Electrophonics, Deanmoore, Automatic Sam